# Euadne (Tochter des Strymon)
Euadne (altgriechisch Εὐάδνη Euádnē) ist in der griechischen Mythologie eine Tochter des thrakischen Flussgottes Strymon und der Neaira.
Sie wurde die Gattin des argolischen Königs Argos, dem sie die vier Söhne Ekbasos, Peiras, Epidauros und Kriasos gebar. Letzterer wurde der Nachfolger seines Vaters.